# The Watchmaker (videojuego)
The Watchmaker es un videojuego de aventuras de Windows desarrollado por Trecision y distribuido por Got Game Entertainment en Europa en 2001 y en Norteamérica el 1 de junio de 2002.

## Desarrollo
El juego fue anunciado en agosto del año 2000. De acuerdo con Trecision, The Watchmaker estuvo en producción por más de 3 años. Fue desarrollado originalmente bajo el título provisional WM. El juego luchó para encontrar un distribuidor norteamericano, pero finalmente firmó con Got Game Entertainment a principios de 2002, lanzando al juego en junio de ese año.

## Recepción
The Watchmaker recibió reseñas «mixtas o medias» de parte de los críticos, de acuerdo con Metacritic.
Charles Herold de The New York Times presentó a The Watchmaker con una reseña negativa. Escribió que «los gráficos son pobres, la interfaz incómoda, los puzles tediosos y las voces de los personajes son tan inferiores que uno sospecharía que fueron grabadas por los programadores y secretarios de la compañía». John Brandon de Computer Games Magazine estuvo de acuerdo, escribiendo que «The Watchmaker se encuentra atrapado en la edad oscura de los juegos de computadora».
The Watchmaker fue nominado al premio al «mejor juego de aventuras para PC» de The Electric Playground en 2002, pero perdió contra Syberia y Silent Hill 2 (empate).